# Stolnik
Stolnik war ein Hofamt in Russland und in Polen bzw. Polen-Litauen. Der Name leitet sich vom slawischen Wort Stol ab, was Tisch oder Tafel bedeutet. Es handelte sich um ein Amt, das sich aus der mittelalterlichen Hofgesellschaft für den obersten Aufseher über die fürstliche Tafel herausbildete und dem deutschen Truchsess ähnlich war. Im Hochmittelalter gehörte es zu den höchsten Hofämtern. 

## Charakteristik
Der Stolnik war im frühen Königreich Polen für die Organisation des Gastmahls und die Reihenfolge der Speisen verantwortlich. Während des polnischen Partikularismus im 12. und 13. Jahrhundert bildete sich das Amt des Podstoli als Vertreter des Stolnik heraus. Ab dem 14. Jahrhundert war es nur noch ein Ehrenhofamt. In Polen-Litauen bildeten sich die Ämter des Großtruchsess der Krone und des Großtruchsess Litauens heraus. Stanislaus II. August Poniatowski bekleidete vor seiner Wahl zum polnisch-litauischen König von 1755 bis 1764 das Amt des Großtruchsess Litauens.
In Russland war Stolnik bis zur Zeit Peters des Großen der vierthöchste Rang hinter dem Bojaren, dem Okolnitschi und dem Dumny dworjanin.